# Алија Шуљак
Алија Шуљак (Требиње, 10. октобар 1901 — Истанбул, 18. октобар 1992) био је политичар, професор и војни официр усташа током Другог светског рата, најпознатији као један од главних починилаца геноцида над Србима у Другом светском рату.

## Биографија
Рођен је 1901. године у селу Засад код Требиња. Основну школу завршио је у Требињу, а средњу у Сарајеву. Потом је похађао средње школе у Загребу и Бечу.
Шуљак је припадао групи Муслимана који су своју националност прогласили хрватском и борили се за Независну Државу Хрватску. Већина босанских Муслимана није имала поштовање за ову групу људи, све до 1943. године. Главни организатор подршке усташкој идеологији у регији Гацка био је Алија Шуљак, професор из Требиња.  Шуљак је пропагирао усташку идеологију у Гацку и пре Другог светског рата, промовишући фашизам и ширећи верску и етничку мржњу према Србима.
Пре Другог светског рата Шуљак је живео у Дубровнику, где је био усташки повереник за жупанију Дубрава и професор на Трговачкој академији. Био је члан Побочничког збора Главног усташког штаба.

### Други светски рат
Када су силе осовине окупирале Југославију у априлу 1941. године и када су усташе прогласиле успоставу Хрватске, Шуљак је током првог пријема који је организован 24. априла 1941. године у име муслимана из Босне и Херцеговине посетио усташког вођу Анту Павелића. Павелић је Шуљака именовао за усташког комесара за подручје источне Херцеговине и послао га у Гацко.
Припадао је групи усташких званичника који су хушкали Муслимане на Србе. Заједно са Андријом Артуковићем, Паваом Цанкијем и Мијом Бабићем, Шуљак је наставио геноцид над Србима.
Шуљак је послао прве јединице усташо-ловаца у Требиње, његово родно место, који су починили први масакр у Херцеговини. Имао је важну улогу у геноцидној усташкој организацији, имајући чин „поглавни побочник“. Постао је познат по организовању агресивне усташке пропаганде. Дана 27. маја 1941. године Шуљак и Тогонал одржали су говор у једном хотелу у Гацку, истичући да сви Срби треба да буду истребљени, а они који не могу да буду истребљени, њих треба послати у Србију.
Крајем јесени 1941. године Шуљак је отишао у рејон Борача и тамо организовао усташке јединице које су палиле српска насеља Бодениште и Вратло. Учествовао је у холокаусту у Независној Држави Хрватској, а организовао је превоз Јевреја у логора Керестинец у октобру 1941. године.
Припадао је групи Муслимана која је подржала успостављање 13. СС брдске дивизије Ханџар.

### Емиграција
После Другог светског рата, Шуљак је побегао из Југославије. Живео је у Риму и Каиру пре него што се коначно настанио у Истанбулу. Његов син је турски бизнисмен Недим Шуљак  који је био подвргнут полицијској истрази у вези са међународним шверцом оружја током и након Рата у Босни и Херцеговини.
Преминуо је 18. октобра 1992. године у Истанбулу.